# Woodfin
Woodfin – miasto w Stanach Zjednoczonych, w stanie Karolina Północna, w hrabstwie Buncombe.